# Isabel Coixet
Isabel Coixet (Barcelona, 9 april 1960) is een Spaans filmregisseuse, filmproducente en scenarioschrijfster.

## Biografie
Isabel Coixet studeerde af als historicus aan de Universiteit van Barcelona. Ze schreef reclameteksten en werkte als journaliste voor het tijdschrift Fotogramas. Later werd ze creatief directeur bij het reclamebureau JWT en produceerde reclamefilms. Ze begon verschillende bedrijven, waaronder het agentschap Target en twee productiebedrijven, Edie Saeta en Miss Wasabi Films. Met het laatste bedrijf maakte ze documentaires en videoclips voor muzikanten als Alfonso Vilallonga en Alejandro Sanz.
In 2008 maakte ze spots voor de PSOE en betuigde ze haar steun voor de regering van José Luis Rodríguez Zapatero.
Ze won verschillende prijzen voor reclamecampagnes. In 2004 bracht ze in Spanje een autobiografie uit onder de titel La vida es un guion, Het leven is een draaiboek.
Ze heeft een dochter, Zoe (1997).

## Speelfilms
Haar speelfilmdebuut kwam in 1989 met Demasiado viejo para morir joven, waarvoor ze ook het draaiboek schreef. Haar volgende film Things I Never Told You met Lili Taylor en Andrew McCarthy kwam pas in 1996 uit. Deze film werd door de recensenten lovend ontvangen.
De doorbraak kwam pas in 2003 met My Life Without Me. De film gaat over het leven van een jonge vrouw die krijgt te horen dat ze ernstig ziek is en in de tijd die haar nog overblijft haar wensen uit wil laten komen. In 2005 verscheen de film La vida secreta de les paraules, met in de hoofdrollen Tim Robbins en Sarah Polley. Deze film kreeg bij de uitreiking van de Goyas de prijzen 'beste film', 'beste producent', 'beste oorspronkelijke draaiboek'. In 2005 werkte ze ook mee aan de film Paris, je t'aime.
Ze regisseerde ook de film Elegy (2008) naar de roman The Dying Animal van Philip Roth met Ben Kingsley, Penélope Cruz en Dennis Hopper in de hoofdrollen. In de zomer 2009 verscheen haar film Map of the Sounds of Tokyo, met in de hoofdrollen Rinko Kikuchi en Sergi López. Hetzelfde jaar produceerde ze ook de televisieserie "50 años de" voor de Spaanse televisie.

## Onderscheidingen
- 2006: Creu de Sant Jordi

## Filmografie
Als regisseur (uitgezonderd korte films, (korte) documentaires, specials en televisieseries):
| Jaar | Film                             | Opmerkingen                                              |
| ---- | -------------------------------- | -------------------------------------------------------- |
| 1989 | Demasiado viejo para morir joven |                                                          |
| 1996 | Cosas que nunca te dije          |                                                          |
| 1998 | A los que aman                   |                                                          |
| 2003 | My Life Without Me               |                                                          |
| 2004 | ¡Hay motivo!                     | Segment La insoportable levedad del carrito de la compra |
| 2005 | The Secret Life of Words         |                                                          |
| 2006 | Paris, je t'aime                 | Segment Bastille                                         |
| 2008 | Elegy                            |                                                          |
| 2009 | Map of the Sounds of Tokyo       |                                                          |
| 2013 | Yesterday Never Ends             |                                                          |
| 2013 | Another Me                       |                                                          |
| 2014 | Learning to Drive                |                                                          |
| 2015 | Nadie quiere la noche            |                                                          |
| 2017 | Proyecto tiempo                  |                                                          |
| 2017 | The Bookshop                     |                                                          |
| 2019 | Elisa y Marcela                  |                                                          |
| 2020 | It Snows in Benidorm             |                                                          |
| 2023 | Un amor                          |                                                          |

- Bibsys: 4096714
- Biblioteca Nacional de España: XX883484
- Bibliothèque nationale de France: cb14040743r (data)
- Catàleg d'autoritats de noms i títols de Catalunya: 981058509590606706
- CiNii: DA16105540
- Gemeinsame Normdatei: 130507091
- International Standard Name Identifier: 0000 0001 2276 3138
- Library of Congress Control Number: nr98039337
- Bibliotheek van het Japanse parlement: 01097267
- Nationale Bibliotheek van Tsjechië: js20060602026
- Nationale bibliotheek van Australië: 41098383
- Nationale Bibliotheek van Israël: 987007604907605171
- Nationale Bibliotheek van Polen: a0000003070480
- Nederlandse Thesaurus van Auteursnamen: 261833766
- Réseau des bibliothèques de Suisse occidentale: 02-A011046483
- SNAC: w63621m2
- Système universitaire de documentation: 119025469
- Trove: 1452073
- Virtual International Authority File: 10049275
- WorldCat: E39PBJhMffPWJjwPXTvhcf9MT3